# Mecheri
Mecheri es una ciudad y nagar Panchayat situada en el distrito de Salem en el estado de Tamil Nadu (India). Su población es de 25676 habitantes (2011). Se encuentra a 30 km de Salem y 66 km de Erode.

## Demografía
Según el censo de 2011 la población de Mecheri era de 25676 habitantes, de los cuales 13495 eran hombres y 12181 eran mujeres. Mecheri tiene una tasa media de alfabetización del 72,71%, inferior a la media estatal del 80,09%: la alfabetización masculina es del 80,23%, y la alfabetización femenina del 64,40%.